# Полтерович, Иосиф Викторович
Иосиф Викторович Полтерович (род. 24 июля 1974, Москва) — израильский и канадский математик.

## Биография
Родился в семье экономиста Виктора Мееровича Полтеровича, брат — математик Леонид Полтерович. 
В 1990 году закончил 57 школу, в 1995 году окончил Московский государственный университет и в том же году поступил в аспирантуру Института Вейцмана в Реховоте. Диссертацию доктора философии защитил в 2000 году под руководством Якара Канная (Computation of Heat Invariants and the Agmon-Kannai Method). С 2002 года — профессор Монреальского университета.
Основные труды в области геометрической спектральной теории.
Был награждён Премией Андре Айзенштадта (2006) и Премией Коксетера-Джеймса (2011). В 2008 году вместе с Дмитрием Якобсоном и Николаем Надирашвили был награждён Премией Жильбера де Бюргара Робинсона за работу «Extremal metric for the first eigenvalue on a Klein bottle» (2006).